# (7308) Hattori
(7308) Hattori (1995 BQ4) – planetoida z pasa głównego asteroid okrążająca Słońce w ciągu 5 lat i 135 dni w średniej odległości 3,07 j.a. Została odkryta 31 stycznia 1995 roku w Nachi-Katsuura Observatory przez Yoshisadę Shimizu i Takeshi Uratę. Nazwa planetoidy została nadana na cześć Tadahiko Hattori, japońskiego astronoma.